# Jackie (film)
Jackie är en amerikansk biografisk dramafilm från 2016. Filmen handlar om Jacqueline Kennedy som USA:s första dam och hennes liv efter mordet på hennes make John F. Kennedy i Dallas den 22 november 1963.

## Rollista
- Natalie Portman – Jackie Kennedy
- Peter Sarsgaard – Robert F. Kennedy
- Greta Gerwig – Nancy Tuckerman
- Billy Crudup – Theodore H. White
- John Hurt – Father Richard McSorley
- Max Casella – Jack Valenti
- Beth Grant – Lady Bird Johnson
- Richard E. Grant – William Walton
- Caspar Phillipson – John F. Kennedy
- John Carroll Lynch – Lyndon B. Johnson
- Julie Judd – Ethel Kennedy
- Brody och Aiden Weinberg – John F. Kennedy Jr.
- Sunnie Pelant – Caroline Kennedy
- Sara Verhagen – Mary Barelli Gallagher
- Georgie Glen – Rose Kennedy
- Rebecca Compton – Nellie Connally
- David Caves – Clint Hill